# Adolf Ribbing
Adolf Ludvig Ribbing (Stoccolma, 10 gennaio 1765 – Parigi, 1º aprile 1843) è stato un militare svedese.

## Biografia
Prese parte alla congiura orchestrata da Jacob Johan Anckarström per assassinare il re Gustavo III. Dopo l'omicidio del sovrano fu condannato a morte e alla perdita di tutti i propri beni e titoli nobiliari. Gli fu risparmiata la vita ma fu privato del titolo nobiliare e costretto all'esilio perpetuo. Nel 1799 si sposò con Adèle Billard d'Aubigny. Joseph François e Louis-Gabriel Michaud, autori della Biographie universelle, riferiscono che subito dopo l'esilio fu accolto a Coppet da Madame de Staël, e che poco tempo dopo contrasse matrimonio in Svizzera.
Durante la sua frequentazione con Madame de Staël, di cui fu amante, venne in contatto con personaggi di rilievo quali Mathieu de Montmorency e Benjamin Constant.
La stessa fonte riporta che durante l'esilio Ribbing assunse il nome di Van Leuven e che, una volta giunto a Parigi, frequentò i salotti delle dame più in vista dell'epoca, quali Madame Tallien e Madame de Beauharnais, che lo soprannominarono le beau régicide (il bel regicida). Nel 1819 fu uno dei redattori del giornale Vrai Libèrale pubblicato a Bruxelles. Ritornato in Francia si occupò di tradurre pubblicazioni inglesi per il giornale Le Courrier Français.